# Medizinische Akademie Danzig

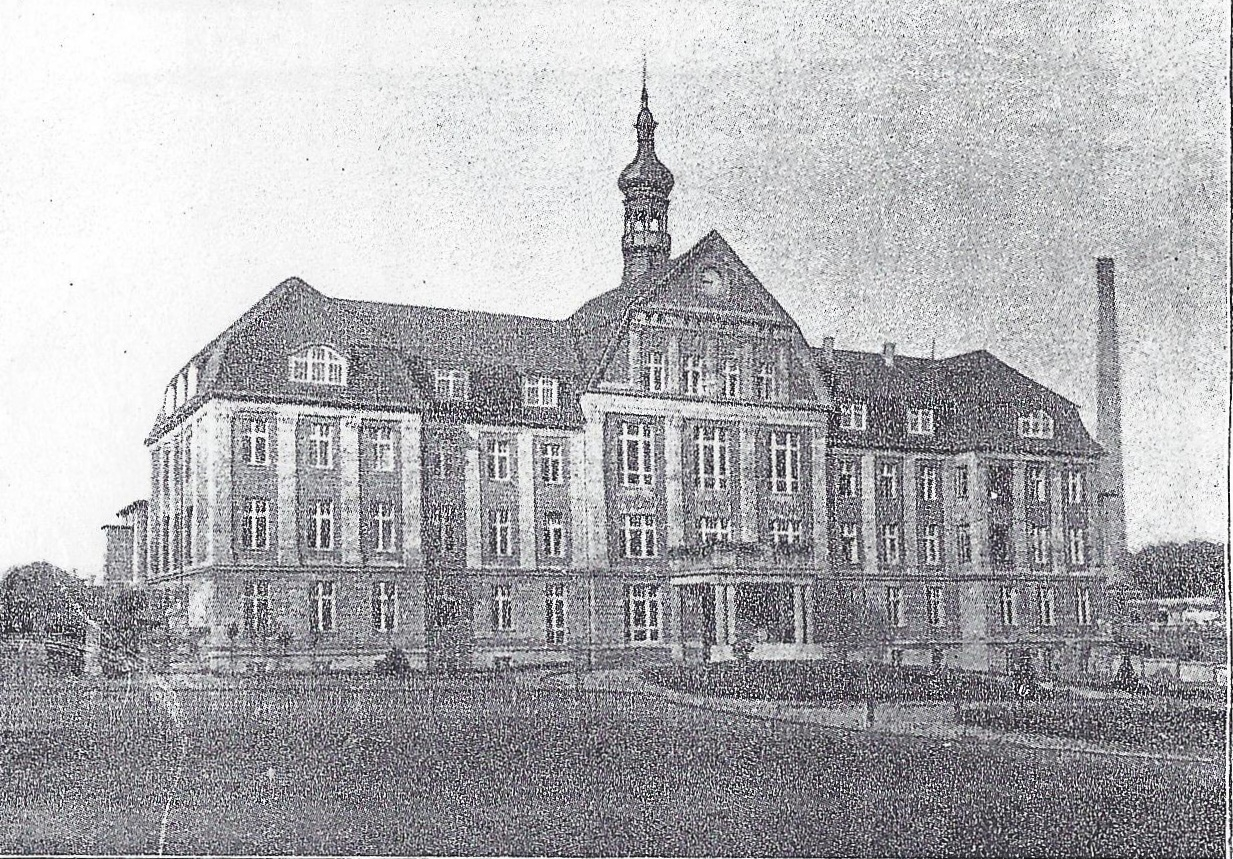
Städtisches Krankenhaus Danzig

Die Medizinische Akademie Danzig war von 1935 bis 1945 eine Hochschule in Danzig.

## Stadtkrankenhaus Danzig

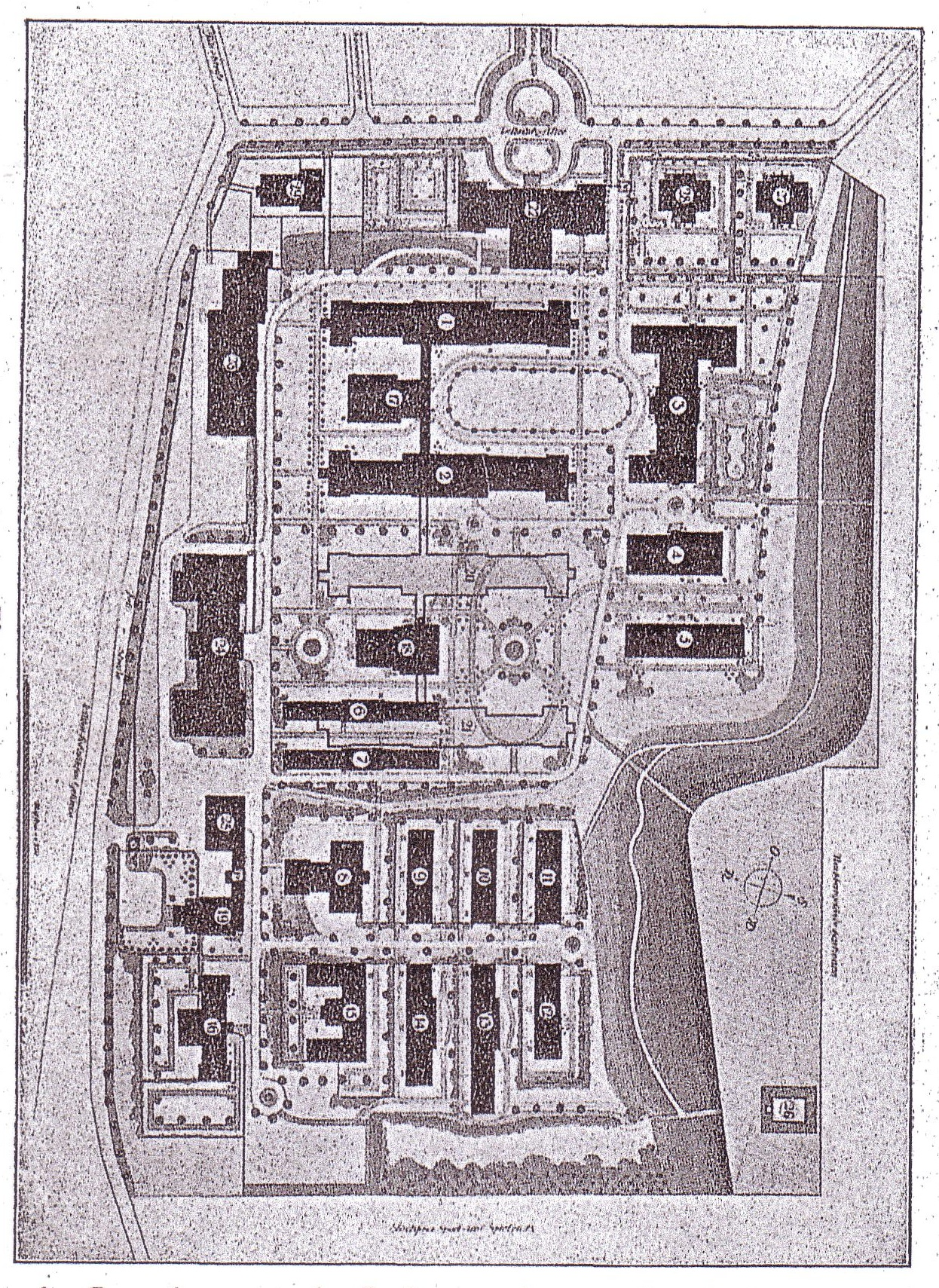
Lageplan (1911)

Zu Beginn des 20. Jahrhunderts hatte Danzig vier Krankenhäuser. Die karitativen waren das St. Marien- und das Diakonissenkrankenhaus. Die beiden öffentlichen wurden von der Stadt unterhalten. Das Lazarett Sandgrube diente der chirurgischen Versorgung, das Lazarett am Olivaer Tor der Behandlung anderweitiger Erkrankungen. Die beiden Anstalten waren weit voneinander entfernt. Die Bewirtschaftung war teuer, die Verlegung von Kranken umständlich. Die baulichen und sanitären Anlagen genügten nicht mehr. Deshalb beschloss die Stadt Danzig den Bau einer zusammenhängenden allgemeinen Krankenanstalt.
Ab 1907 entstand an der Delbrück-Allee in Danzig-Langfuhr ein kommunales Krankenhaus. Treibende Kraft war Arthur Barth, der seit 1896 die Chirurgie im alten Krankenhaus  leitete. Mit zunächst 700 Betten wurde das neue Haus im April 1911 eröffnet. Auf dem 157.572 m² großen Gelände standen 26 Gebäude mit 16 Pavillons. In den ersten Jahren waren Chirurgie und Innere Medizin die wesentlichen Fächer.
Durch den Ersten Weltkrieg wurde eine Erweiterung nötig. Allein für die Dermatologie und Venerologie wurde eine Abteilung mit 200 Betten eingerichtet. 1927 entstand das Institut für Röntgendiagnostik und Strahlentherapie. Zu einem Zentrallabor kamen 1933 eine orthopädische und eine Rehabilitationsabteilung.
1934 konnte das Haus 1.160 Patienten aufnehmen. Die Chirurgie hatte 320 Betten. In der Mitte der Krankenhausanlage stand ein zweistöckiges Operationsgebäude. In der Zwischenkriegszeit war das Krankenhaus das modernste in Westpreußen. Die hochspezialisierten Ärzte reisten für Operationen und Vorlesungen regelmäßig ins Ausland.
1934 konnte das Krankenhaus 1160 Patienten aufnehmen. Die Bettenzahl war
1. Chirurgie 320
2. Innere Medizin 300
3. Dermatologie 200
4. Pädiatrie 230
5. Psychiatrie 50
6. Hals-Nasen-Ohren-Heilkunde 45
7. Ophthalmologie 15

Der Krankenpflegedienst und die Arbeiten im Küchen- und Wäschereibetrieb waren einer Schwesternschaft des  Evangelischen Diakonievereins Berlin-Zehlendorf übertragen worden. Betrieben wurde eine eigene Krankenpflege- und Massageschule, eine Apotheke und eine Schule für Säuglings- und Kleinkinderpflege. Der technische Betrieb wurde von einem beamteten Stadtingenieur beaufsichtigt. In herrlicher Lage über der Danziger Bucht war das Krankenhaus die „größte und modernste allgemeine Krankenanstalt im deutschen Osten“.

## Medizinische Akademie
Der Chirurg Heinrich Klose, habilitierter Chefarzt am Städtischen Krankenhaus, initiierte die Medizinerausbildung in der Freien Stadt Danzig. Am 13. April 1935 wurde die Staatliche Akademie für praktische Medizin eröffnet. Zunächst lehrte sie nur klinische Fächer. Der Zugang war mit einem Numerus clausus eingeschränkt. Als Danzig im Reichsgau Danzig-Westpreußen wieder zum Deutschen Reich gehörte, kamen 1940 die vorklinischen Fächer hinzu. Die medizinischen Einrichtungen wurden modernisiert und um neue Institute und Lehrkräfte erweitert.
Am 29. November 1940 wurde der Name in Medizinische Akademie Danzig (MAD) umgewandelt. Von da an war ein volles Studium der Medizin bis zum Staatsexamen möglich. Als im Zweiten Weltkrieg die meisten Universitäten geschlossen waren, hatte die MAD einen Rekordbesuch zu verzeichnen. Teilweise zerstört, wurde sie wiederhergestellt und bereits am 1. November 1945 als polnische Danziger Akademische Medizinische Schule eröffnet.

## Ordinarien
Die ersten Lehrstuhlinhaber waren
- Walter Büngeler (1900–1987), Pathologie; Generalsekretär der Akademie[6]
- Erwin Becher (1890–1944), Innere Medizin[7]
- Heinrich Klose, Chirurgie
- Hans Fuchs, Gynäkologie
- Franz Kauffmann, Psychiatrie
- Otto Nast (1885–1960), Dermatologie[8]
- Alfred Adam, Pädiatrie[9]
- Gerhard Wagner (1879–1945), Hygiene[10]
- Rudolf Helmbold (* 1869), Ophthalmologie
- Herbert Schmidt (1872–1975), Hals-Nasen-Ohren-Heilkunde

## Direktoren/Rektoren
- Helmut Kluck (1935/36)
- Erich Großmann (1937–1945)